# Grenoble Challenger 1999
Il Grenoble Challenger 1999 è stato un torneo di tennis facente parte della categoria ATP Challenger Series nell'ambito dell'ATP Challenger Series 1999. Il torneo si è giocato a Grenoble in Francia dal 1 al 7 marzo 1999 su campi in cemento indoor.

## Vincitori

### Singolare
Julien Boutter ha battuto in finale  Antony Dupuis con il punteggio di 6–2, 4–6, 6–4

### Doppio
Adam Peterson /  Chris Tontz hanno battuto in finale  Martín García /  Cristiano Testa con il punteggio di 4–6, 6–3, 6–4